# گنبیتسه (استان کویافسکو-پومورسکی)
گنبیتسه (به لاتین: Gębice) یک روستا در لهستان است که در گمینا موگیلنو واقع شده‌است. گنبیتسه ۹۸۱ نفر جمعیت دارد.